# Western Electric
Western Electric Company (WE, WECo) — американська електротехнічна компанія, виробничий підрозділ компанії AT&T з 1881 по 1995 роки. Компанія відома як джерело технічних інновацій і ключових розробок в області промислового менеджменту. Виступала також агентом для придбання нових компаній-членів для Bell System.